# Francisco Javier Echeverría
Francisco Javier Echeverría född 2 juli 1797 i Xalapa Veracruz, död 17 september 1852 i Mexico City. Mexikansk politiker och affärsman. President i Mexiko 1841.